# Dimorphostylis cornigera
Dimorphostylis cornigera är en kräftdjursart som beskrevs av Hiroshi Harada 1960. Dimorphostylis cornigera ingår i släktet Dimorphostylis och familjen Diastylidae. Inga underarter finns listade i Catalogue of Life.